# Andrea Rapisardi Mirabelli
Andrea Rapisardi Mirabelli (Mascalucia, 10 ottobre 1883 – Siena, 17 luglio 1945) è stato un giurista italiano.

## Biografia
Nacque a Mascalucia, in provincia di Catania, il 10 ottobre 1883 dal nobile Luigi e da Ercolina Mirabelli. Apparteneva alla nobile famiglia mascalucese dei Rapisardi dei baroni di Sant'Antonio.
Laureato in scienze sociali all'Istituto di Scienze Sociali di Firenze, si occupò di studi giuridici e nel 1911 conseguì la libera docenza in diritto internazionale presso la Regia Università di Genova. Insegnò successivamente la medesima materia nelle Regie Università di Camerino, Macerata, Sassari e Siena. Fu anche professore all'Accademia del diritto internazionale dell'Aia.
Fece parte dell'Accademia dei Fisiocritici di Siena, di cui fu vicepresidente dal 1942, nonché direttore del Circolo Giuridico presso l'ateneo toscano. Morì a Siena il 17 luglio 1945.

## Opere
Rapisardi Mirabelli fu autore di numerose pubblicazioni in materia di diritto internazionale. Tra le sue opere principali vi furono: Il diritto internazionale amministrativo e le grandi unioni fra gli Stati (1907), L'ordine pubblico nel diritto internazionale: saggio critico (1908), Per una definizione della "sfera d'influenza" nel diritto e nella politica (1908), Lo Stato soggetto del diritto internazionale (1909), II diritto consolare nella storia e nella pratica odierna degli Stati (1910), Il significato della guerra nella scienza del diritto internazionale (1911), Politica, storia diplomatica e diritto internazionale (1911), La guerre italo-turque et le droit internationale (1912), Gli infortuni sul lavoro nel diritto internazionale privato (1913), La ritorsione : studio di diritto internazionale (1919), I  limiti d'obbligatorietà delle norme giuridiche internazionali : "autolimitazioni" (1922), I rapporti internazionali nella dottrina e nella pratica tedesca (1924), Rassegna di diritto pubblico interno e internazionale : con riguardo anche alla politica e storia diplomatica per gli anni 1919-1924 (1925), Théorie génerale des Unions Internationales (1926), Questioni generali e particolari inerenti alla Società delle Nazioni (1928), Lo status internazionale dell'Italia (1929), Rassegna di diritto pubblico internazionale ed interno per gli anni 1927-29 : con riguardo anche alla politica e storia diplomatica (1930), Novità e pregi d'un piano di sistematica del diritto internazionale (1932), Elementi di diritto pubblico generale: ed introduzione al diritto costituzionale italiano (1935).
Collaborò con la rivista Nuova Antologia, con l'Enciclopedia Italiana e con le principali riviste giuridiche italiane.